# Coboy Junior
 (juin 2013).
Coboy Junior est un groupe de musique d'origine indonésienne créé le 23 juillet 2011. Ce groupe est composé de quatre membres : Aldi, Bastian, Kiki et Iqbaal. Leurs fans sont appelés « Comate », ce qui signifie « Coboy Junior Mate. Ils sont sous les auspices de la Direction INBEK et MSN[pas clair].

## Membres
| Surnom  | nom et prénom              | lieu de naissance | Date de naissance | Position                                |
| ------- | -------------------------- | ----------------- | ----------------- | --------------------------------------- |
| Aldi    | Alvaro Maldini Siregar     | Jakarta           | 14 avril 2000     | Le plus jeune membre, chanteur, danseur |
| Bastian | Bastian Bintang Simbolon   | Bandung           | 21 septembre 1999 | Rappeur, chanteur, danseur principal    |
| Iqbaal  | Iqbaal Dhiafakhri Ramadhan | Surabaya          | 28 décembre 1999  | Le chanteur principal, Danseur          |
| Rizky   | Teuku Rizky Muhammad       | Jakarta           | 4 janvier 1998    | The leader, Vocalist utama, Penari      |

## Singles
- Kamu (2011)
- Eeaaa (2012)
- Jendral Kancil (2012)
- Kenapa Mengapa (2012)
- Terhebat (2012)
- Satu Senyuman (2013)
- Fight (2012)
- Demam Unyu Unyu (2013)
- Mama (2013)
- Terus Berlari (2013)

## Album
- CJR (2013)

## Filmographie
| Année | Film/Série                                               | Rôle     |
| ----- | -------------------------------------------------------- | -------- |
| 2012  | Coboy Junior: Hanya Kamu (Coboy Junior : seulement vous) | Lui-même |
| 2013  | Coboy Junior: The Movie                                  | Lui-même |